# Chiasmus
Der Chiasmus (latinisiert von altgriechisch χιασμός chiasmós „kreuzweise, diagonale Anordnung, Anordnung über Kreuz“, zu χίασμα chíasma „Gestalt des Chi [Χ], Holzkreuz“; in der neugriechischen Terminologie το χιαστό) ist eine rhetorische Figur, bei der Satzglieder und Teilsätze (Subjekt [S], Prädikat [P], Objekt [O]) meist nach dem Schema SPO-OPS kreuzweise entgegengesetzt in ansonsten parallelen (Teil-)Sätzen angeordnet werden. Er gilt als Sonderform des Parallelismus.

## Beispiele
„Die Welt ist groß,
klein ist der Verstand.“

„Ach Gott! Die Kunst ist lang,
Und kurz ist unser Leben.“

„Der Einsatz war groß,
klein war der Gewinn.“

„Eng ist die Welt
und das Gehirn ist weit.“

„Die Waffe der Kritik kann allerdings
die Kritik der Waffen nicht ersetzen.“

„Ich schlafe am Tag,
in der Nacht wache ich.“

„Verflucht, verflucht, verflucht – verflucht durch den Gott JHW.
Du wirst verflucht sterben.
Verflucht wirst du sicher sterben.
Verflucht durch JHW – verflucht, verflucht, verflucht.“

Der Chiasmus dient insbesondere dem Hervorheben von Antithesen, kann aber auch unabhängig davon eingesetzt werden, um bestimmte Formulierungen besonders einprägsam oder prägnant zu gestalten.
Ein Sonderfall des Chiasmus ist der Epanodos, bei dem sich die überkreuzten Worte wiederholen. Besonders im Lateinischen wird der Chiasmus häufig verwendet: temporibus antiquis – novisque moribus (alte Zeiten – neue Sitten). Das liegt vermutlich daran, dass sich ein Chiasmus, aufgrund der vielen Möglichkeiten der Wortstellung, im Lateinischen leichter bilden lässt.
Das logische Gegenteil des Chiasmus ist die Synchysis (verbundene Wortfolge).
Die Antimetabole kann als Spezialfall des Chiasmus aufgefasst werden.